# Lintig

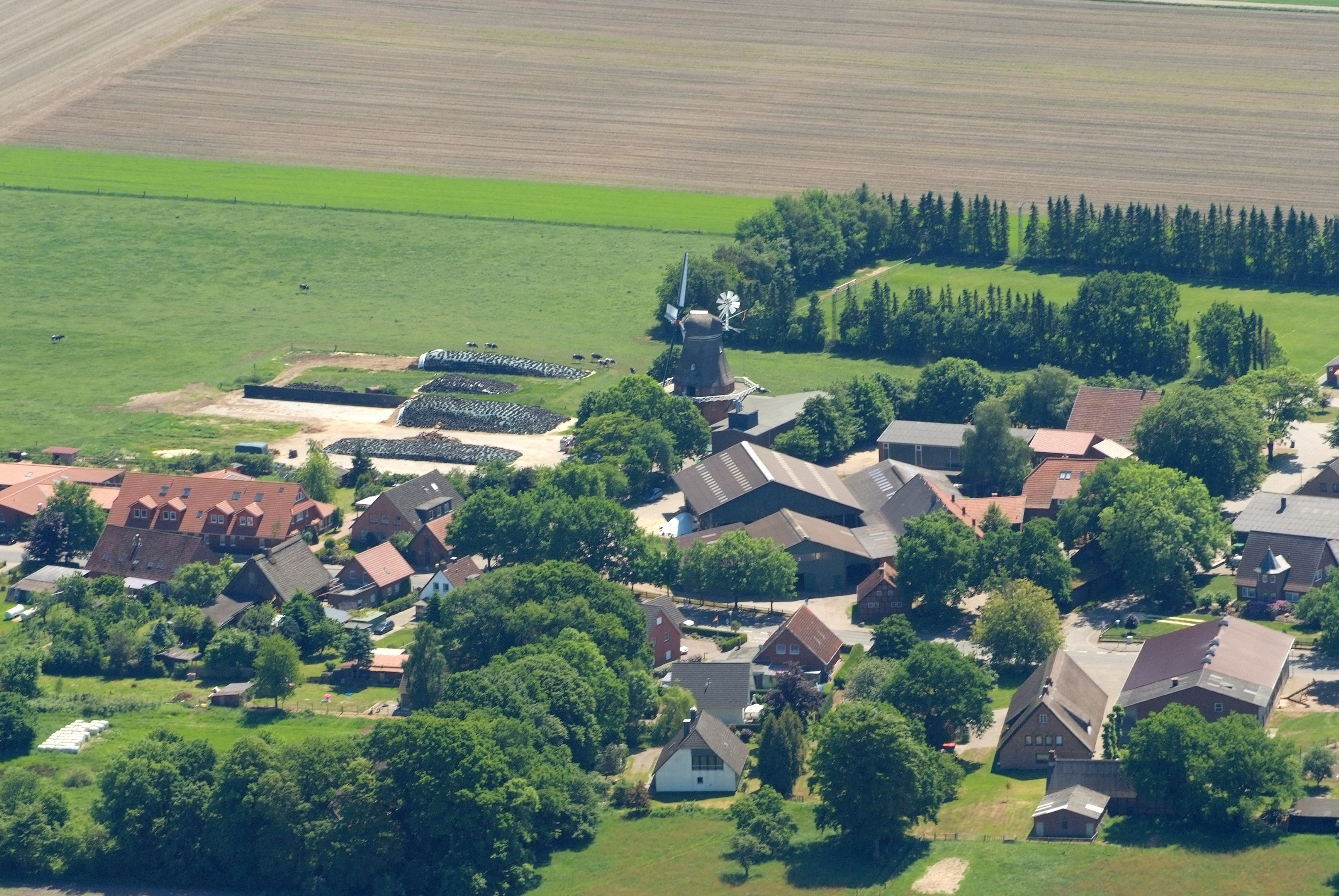

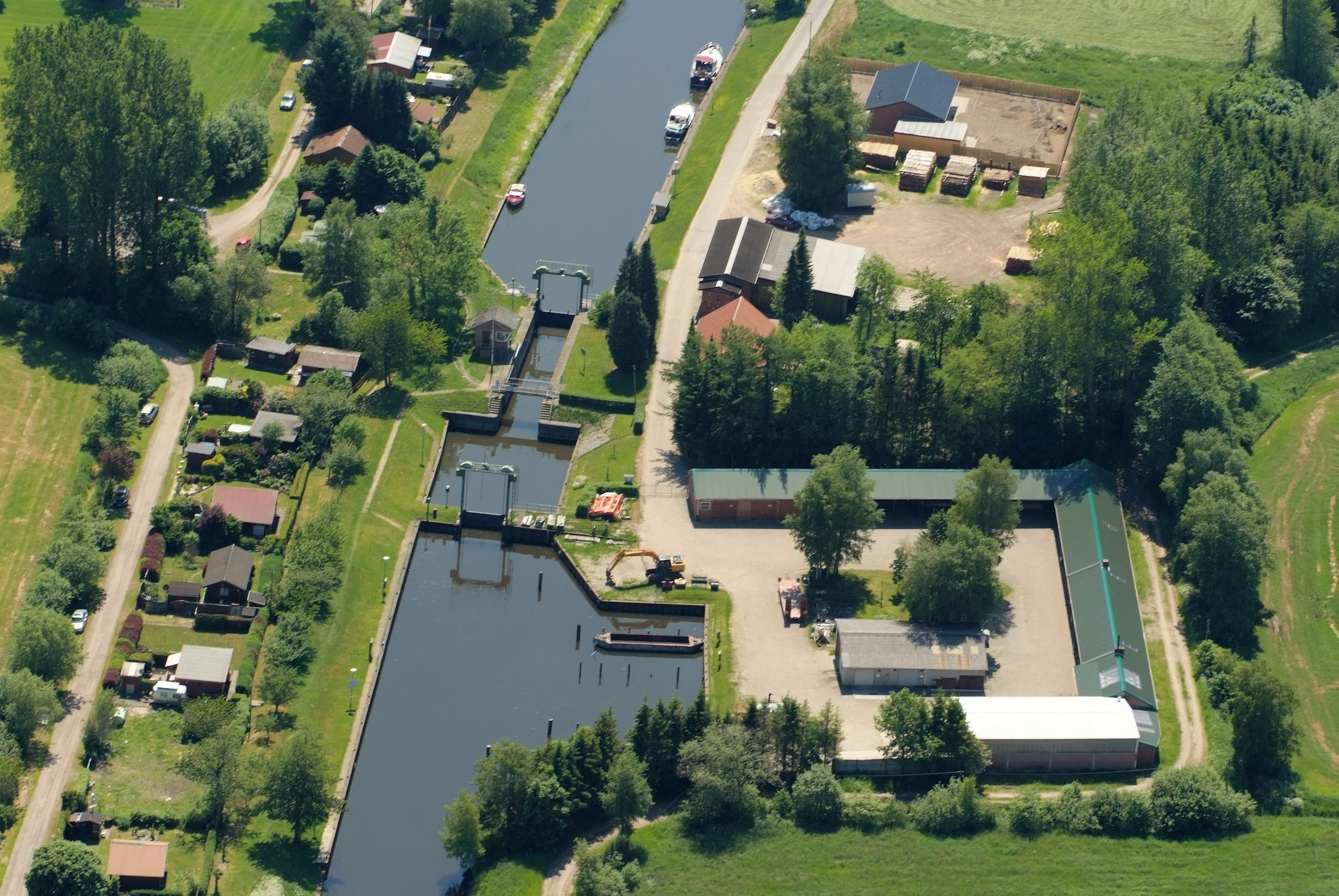

Lintig este o comună din landul Saxonia Inferioară, Germania.